# Dracena odwrócona

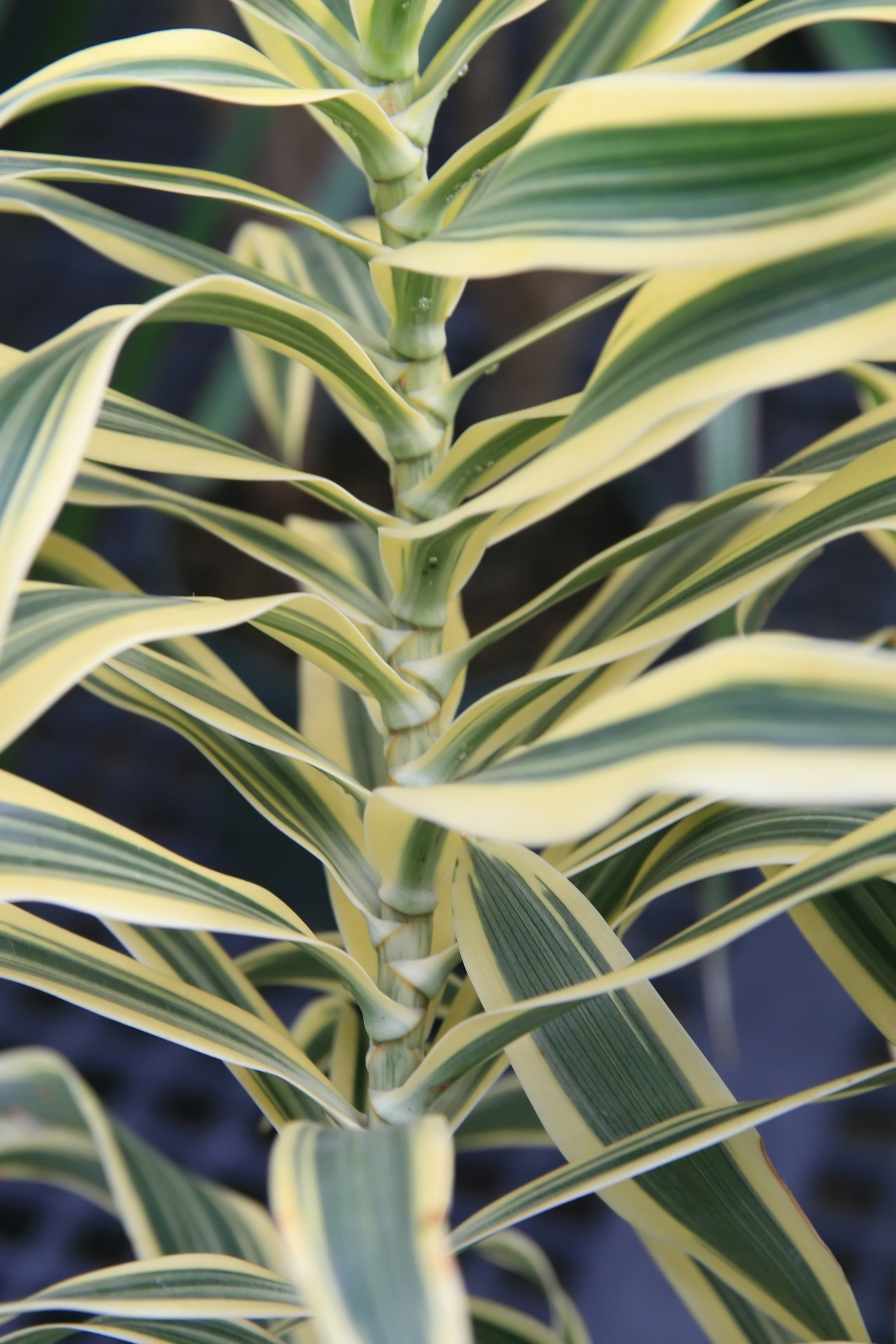

Dracena odwrócona (Dracaena reflexa Lam.) – gatunek drzewiastej draceny w naturze występujący na Madagaskarze, Mauritiusie oraz pobliskich wyspach Oceanu Indyjskiego. Często hodowana jako roślina doniczkowa, ze względu na stosunkową łatwość utrzymania oraz efektowny wygląd.